# Ель-Фула
Ель-Фула (араб. الفولة) — місто на півдні Судану, розташоване на території штату Південний Кордофан.
До 2005 року місто було адміністративним центром ліквідованого нині штату Західний Кордофан.

## Географія
Місто лежить в північно-західній частині штату, на плато Кордофан, на висоті 542 метрів над рівнем моря.
Ель-Фула розташована на відстані приблизно 165 кілометрів на північний захід від Кадуглі, адміністративного центру штату і на відстані 610 кілометрів на північний захід від Хартума, столиці країни.

### Клімат
Місто знаходиться у зоні, котра характеризується кліматом помірних степів та напівпустель. Найтепліший місяць — травень із середньою температурою 32.2 °C (90 °F). Найхолодніший місяць — січень, із середньою температурою 24 °С (75.2 °F).
| Клімат Ель-Фули         | Клімат Ель-Фули | Клімат Ель-Фули | Клімат Ель-Фули | Клімат Ель-Фули | Клімат Ель-Фули | Клімат Ель-Фули | Клімат Ель-Фули | Клімат Ель-Фули | Клімат Ель-Фули | Клімат Ель-Фули | Клімат Ель-Фули | Клімат Ель-Фули | Клімат Ель-Фули |
| Показник                | Січ.            | Лют.            | Бер.            | Квіт.           | Трав.           | Черв.           | Лип.            | Серп.           | Вер.            | Жовт.           | Лист.           | Груд.           | Рік             |
| Середній максимум, °C   | 31,6            | 34              | 37              | 39,2            | 38,5            | 35,9            | 32,2            | 31,6            | 33,2            | 35,5            | 34,8            | 33              | 34,7            |
| Середня температура, °C | 24              | 26,4            | 29,7            | 31,8            | 32,2            | 29,3            | 28              | 27,5            | 28,1            | 29,2            | 27,5            | 25,2            | 28,2            |
| Середній мінімум, °C    | 14,7            | 17              | 20,5            | 22,7            | 24              | 20,8            | 22              | 21,7            | 21,5            | 21,4            | 18,7            | 15,7            | 20,1            |
| Норма опадів, мм        | 0               | 0               | 0.7             | 4.3             | 25.5            | 77.3            | 127.3           | 126.3           | 99.9            | 26.1            | 0.1             | 0               | 487.5           |
| Днів з опадами          | 0               | 0               | 0,2             | 0,7             | 3,3             | 7,1             | 11              | 12,5            | 9,1             | 3,8             | 0               | 0               | 47,7            |
| Вологість повітря, %    | 21.4            | 17.6            | 16              | 19.1            | 35.2            | 49.1            | 64.8            | 71              | 66.1            | 45.4            | 26.2            | 23.7            | 38              |
| ----------------------- | --------------- | --------------- | --------------- | --------------- | --------------- | --------------- | --------------- | --------------- | --------------- | --------------- | --------------- | --------------- | --------------- |
| Джерело: Weatherbase    |                 |                 |                 |                 |                 |                 |                 |                 |                 |                 |                 |                 |                 |

## Демографія
За даними перепису 2008 року чисельність населення Ель-Фули становила 26020 осіб.
Динаміка чисельності населення міста по роках:
| 1973 | 1983 | 2008  |
| ---- | ---- | ----- |
| 5294 | 7155 | 26020 |

## Транспорт
Найближчий аеропорт розташований в місті Ен-Нухуд.